# (225090) 2007 TH10
(225090) 2007 TH10 es un asteroide perteneciente al cinturón de asteroides descubierto el 6 de octubre de 2007 por el equipo del Lincoln Near-Earth Asteroid Research desde el Laboratorio Lincoln, Socorro, Nuevo México, Estados Unidos.

## Designación y nombre
Designado provisionalmente como 2007 TH10.

## Características orbitales
2007 TH10 está situado a una distancia media del Sol de 2,700 ua, pudiendo alejarse hasta 2,846 ua y acercarse hasta 2,554 ua. Su excentricidad es 0,054 y la inclinación orbital 6,486 grados. Emplea 1620,90 días en completar una órbita alrededor del Sol.

## Características físicas
La magnitud absoluta de 2007 TH10 es 15,9. 